# Jenni Calder
Pour les articles homonymes, voir Calder.
Jenni Calder (née Daiches) (née en 1941) est une historienne littéraire écossaise et une figure de l'establishment artistique.
Basée à Édimbourg, elle fait partie de la communauté littéraire écossaise depuis de nombreuses années. Son enseignement et son écriture couvrent des sujets littéraires et historiques écossais, anglais et américains.

## Biographie
Elle a écrit 28 livres sur des sujets littéraires et historiques, notamment des biographies de Walter Scott, Robert Louis Stevenson, George Orwell et Naomi Mitchison et des livres sur l'histoire écossaise et l'émigration écossaise. Elle s'intéresse particulièrement à l'émigration et la diaspora écossaise. Elle travaille aux National Museums of Scotland de 1978 à 2001 et est ensuite directrice du Museum of Scotland International. En 2003, elle participe à l'organisation de l'exposition des National Museums of Scotland intitulée « Trailblazers - the Scots in Canada ». Elle est présidente de Scottish PEN, une organisation à but non lucratif qui défend la liberté d'expression et la littérature au-delà des frontières.
Elle écrit de la fiction et de la poésie sous le nom de Jenni Daiches.
Elle est mariée à Angus Calder et est la fille de David Daiches, un écrivain, critique et historien écossais, juif. Elle est née aux États-Unis et vit un temps au Kenya. Son livre Not Nebucadnetsar est en partie une biographie et une « chronique de la recherche dévorante de ce concept insaisissable appelé « identité.